# El Impenetrable
El Impenetrable (  L'Impenetrabile ) è una grande regione vergine di 6.000.000 di ettari situata nella pianura del Chaco occidentale, nel nord-ovest della provincia del Chaco, in Argentina. Comprende anche parte delle province di Salta, di Santiago del Estero e di Formosa. È delimitata dal Río Teuco, e dal Bermejo e attraversata dal Bermejito. Il 24 ottobre di 2014, sotto la legge 26996 gran parte di questo territorio fu convertita nel Parco nazionale El Impenetrable. 
A centro dell'Impenetrable si trova un parco protetto, il "Parque Provincial Loro Hablador" (o Parco provinciale del Pappagallo parlante), specie di guacamayo sudamericano.

## Clima
Il clima della regione è subtropicale, secco sia in estate che in inverno, piovoso in primavera e in autunno. Le temperature oscillano tra i 23 °C ed i 47 °C in estate e tra i 6 °C ed i 19 °C in inverno.

## Flora
Nell'Impenetrable sono presenti alberi duri e molte piante spinose, dei grandi cactus arborescenti del genere Cereus, molto ramificati che superano i tre metri di altezza. Vi crescono anche liane e diversi generi di orchidee. Degli alberi come il quebracho colorato e bianco, il Prosopis nigra (algarrobo nero) e Prosopis alba (algarrobo bianco), il palo santo, l'urunday della famiglia delle Anacardiaceae, il prosopis kuntzei o ítin, il "guayacán" (sia il tabebuia della famiglia delle Bignoniaceae sia il Caesalpinia) della famiglia della Fabaceae, il palo borracho, qualche butia yatay della famiglia delle Arecaceae, delle acacie come pure dei frassini.

## Fauna
La regione ospita diverse specie protette, delle specie come il armadillo mulita, il mazama grigio, il pecari (Catagonus wagneri), il puma, il giaguaro, l'armadillo carreta o cabassous chacoensis, il tamandua o oso melero (genere della famiglia Myrmecophagidae) e i formichieri e formichieri giganti, il tapiro. Sono presenti anche molti uccelli tropicali, alcuni dei quali ad alto rischio di estinzione, come l'ortalis canicollis o charata (ciacialaca del Chaco), il chajá o chauna torquata (kamichi dal collare), i pappagalli loriini, i piccioni di montagna. 

## Galleria d'immagini

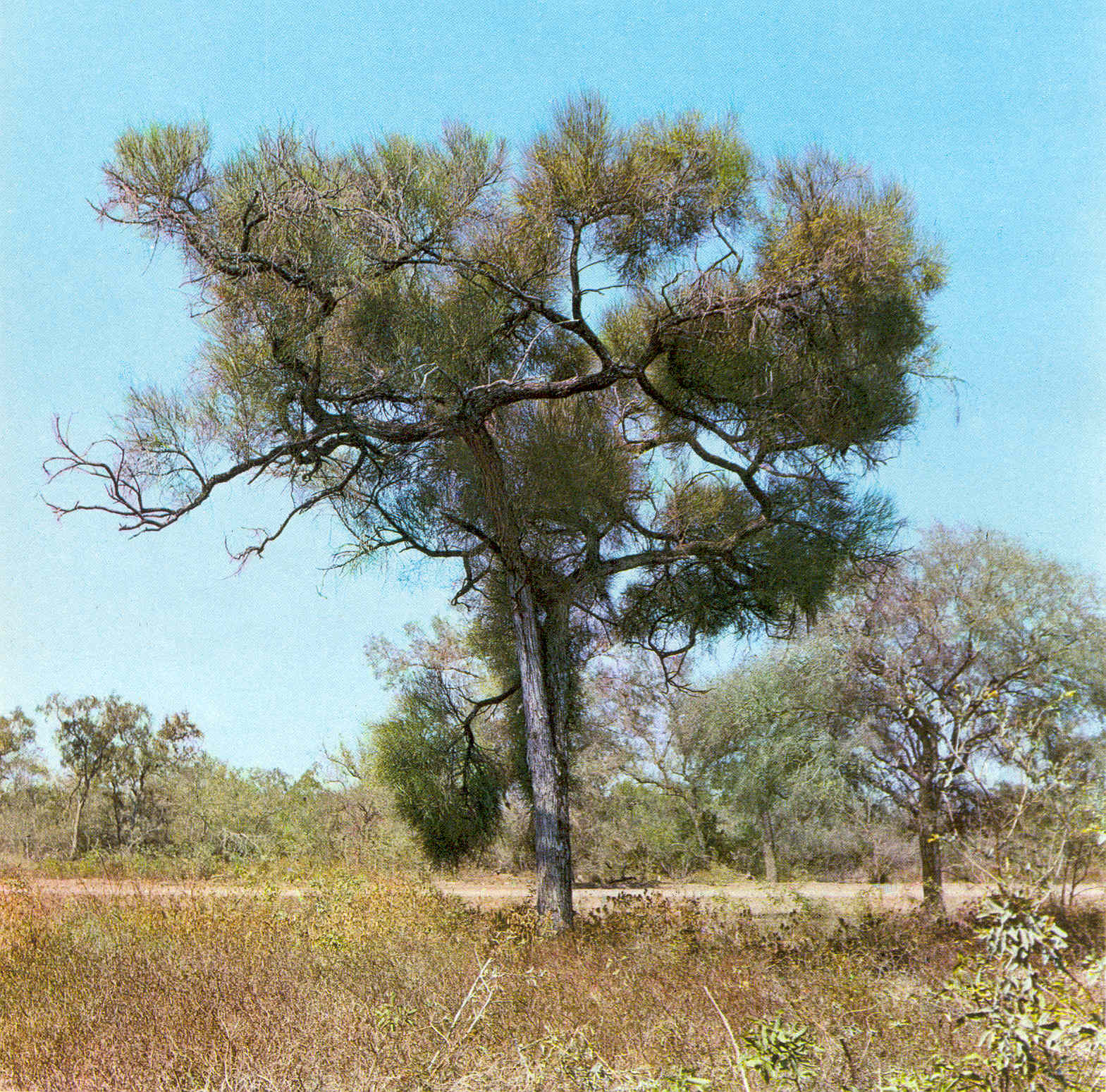
Prosopis kuntzei
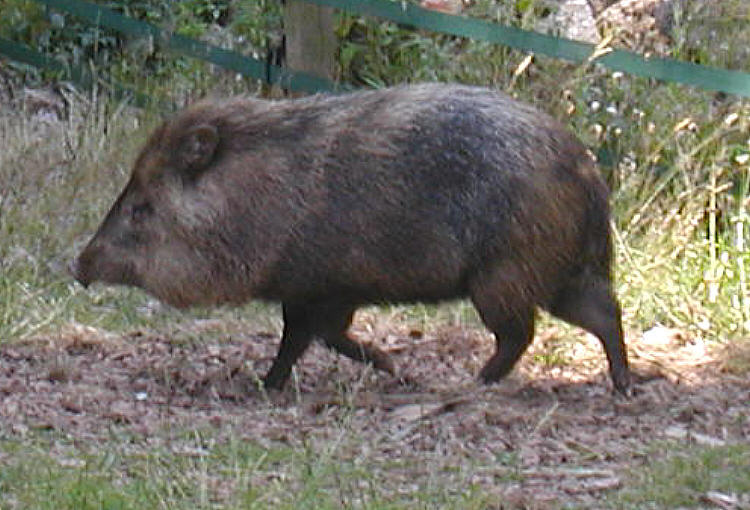
Pecari dal collare
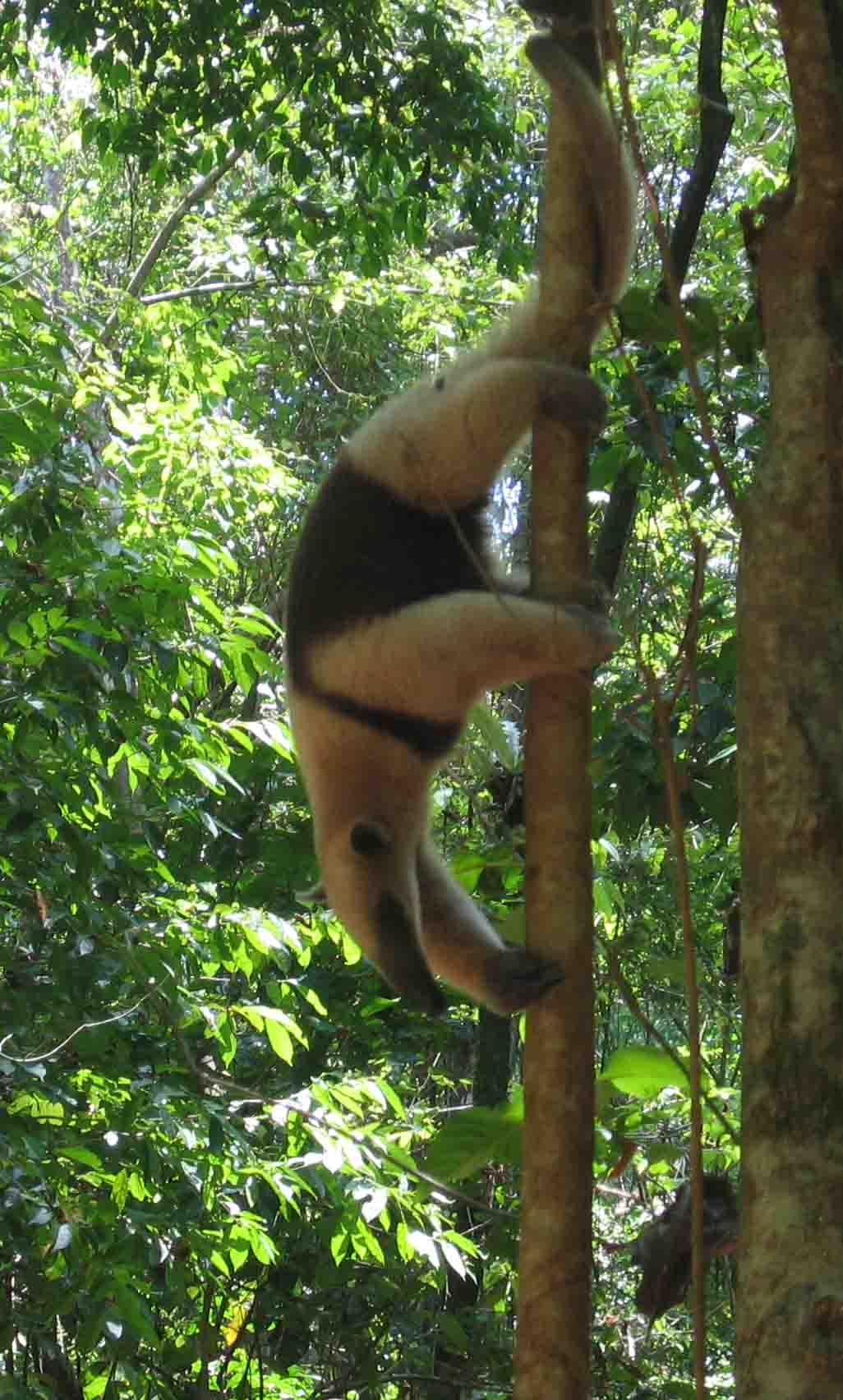
Tamandua o Oso melero